# 天草市立天草小学校
天草市立天草小学校（あまくさしりつ あまくさしょうがっこう）は、熊本県天草市天草町高浜南にある小学校。

## 沿革
- 2013年（平成25年）
  - 高浜小学校、下田北小学校、下田南小学校、福連木小学校、大江小学校を統合し開校、校舎は旧高浜小学校を継承した[1]。
  - 熊本県教育委員会から2014年度まで学校改革プロジェクト支援事業に指定される[2]。

## 学校周辺
- 熊本県道280号新合高浜港線

## 通学区域
2014年4月1日現在、通学区域は大江向地区を除いた天草町全域である。

## 進学先中学校
- 天草市立天草中学校 - 全域[3]

## 公務災害
2011年12月、当時44歳の男性教員が長時間労働の末に脳出血で倒れ、要介護の寝たきり状態。全身麻痺の身体障害者手帳1級の障害が残る後遺症を負う。
2020年9月、福岡高等裁判所は元教員被害男性の訴えを退けた1審判決を取り消し、公務災害と認める判決を言い渡した。